# Пјано Поци (Рагуза)
Пјано Поци је насеље у Италији у округу Рагуза, региону Сицилија.
Према процени из 2011. у насељу је живело 88 становника. Насеље се налази на надморској висини од 538 м.